# Happily Ever After: Fairy Tales for Every Child
Happily Ever After: Fairy Tales for Every Child  è una serie televisiva animata statunitense trasmessa da HBO dal 1995 al 2000, tratta da alcune tra le più celebri fiabe di sempre.

## Trama
Gli episodi narrati da Robert Guillaume, sono adattamenti in chiave musical-umoristico di fiabe classiche, per la maggior parte europee, ambientate però in culture differenti da quelle d'origine. In questo modo Cappuccetto Rosso si svolge in Cina, Raperonzolo nelle paludi della Louisiana, Cenerentola in America Latina e via discorrendo. Talvolta viene anche cambiato il sesso di alcuni dei protagonisti, come nel caso di Robin Hood, Il principe e il povero o Alì Babà e i quaranta ladroni. Il doppiaggio originale di ciascun episodio vanta la partecipazione di note celebrità come Whoopi Goldberg, Will Smith, Denzel Washington, James Earl Jones, Will Ferrel, Pat Morita, Samuel L. Jackson e Raven-Symoné.

## Episodi

### Prima stagione
| n° | Titolo originale          |                            | Prima TV USA   |
| -- | ------------------------- | -------------------------- | -------------- |
| 1  | Jack and the Beanstalk    |                            | 12 marzo 1995  |
| 2  | Little Red Riding Hood    |                            | 19 marzo 1995  |
| 3  | Hansel and Gretel         | Hansel e Gretel            | 26 marzo 1995  |
| 4  | The Emperor's New Clothes |                            | 2 aprile 1995  |
| 5  | Rumpelstiltskin           | Rumpelstiltskin            | 9 aprile 1995  |
| 6  | The Frog Prince           | Il principe rospo          | 16 aprile 1995 |
| 7  | Sleeping Beauty           |                            | 23 aprile 1995 |
| 8  | Rapunzel                  | Raperonzolo                | 30 aprile 1995 |
| 9  | The Valiant Little Tailor | Sette in un colpo          | 7 maggio 1995  |
| 10 | Cinderella                |                            | 14 maggio 1995 |
| 11 | Beauty and the Beast      |                            | 21 maggio 1995 |
| 12 | Snow White                |                            | 28 maggio 1995 |
| 13 | The Princess and the Pea  | La principessa sul pisello | 4 giugno 1995  |

### Seconda stagione
| n° | Titolo originale                            | Titolo italiano                       | Prima TV USA    | Uscita italiana |
| -- | ------------------------------------------- | ------------------------------------- | --------------- | --------------- |
| 14 | Pinocchio                                   | Pinocchio                             | 13 aprile 1997  | 2000            |
| 15 | Thumbelina                                  | Pollicina                             | 20 aprile 1997  | 2000            |
| 16 | Puss in Boots                               | Il gatto con gli stivali              | 27 aprile 1997  | 2000            |
| 17 | The Pied Piper                              | Il flauto magico                      | 4 maggio 1997   | 2000            |
| 18 | The Twelve Dancing Princesses               | Le dodici principesse danzanti        | 11 maggio 1997  | 2000            |
| 19 | The Golden Goose                            | L'oca d'oro                           | 18 maggio 1997  | 2000            |
| 20 | The Little Mermaid                          | La sirenetta                          | 25 maggio 1997  | 2000            |
| 21 | Goldilocks and the Three Bears              | Riccioli d'oro e la casa dei tre orsi | 1 giugno 1997   | 2000            |
| 22 | The Fisherman and His Wife                  | Il pescatore e sua moglie             | 8 giugno 1997   | 2000            |
| 23 | Aladdin                                     | Aladino e la lampada                  | 15 giugno 1997  | 2000            |
| 24 | The Shoemaker and the Elves                 | Il calzolaio e gli elfi               | 22 giugno 1997  | 2000            |
| 25 | King Midas and the Golden Touch             | Re Mida                               | 29 giugno 1997  | 2000            |
| 26 | Mother Goose: A Rappin' and Rhymin' Special | Mamma Oca                             | 12 ottobre 1997 | 2000            |

### Terza stagione
| n° | Titolo originale                   | Prima TV USA      |
| -- | ---------------------------------- | ----------------- |
| 27 | The Three Little Pigs              | 22 giugno 1999    |
| 28 | Ali Baba and the Forty Thieves     | 14 luglio 1999    |
| 29 | The Bremen Town Musicians          | 12 agosto 1999    |
| 30 | The Empress' Nightingale           | 16 settembre 1999 |
| 31 | The Happy Prince                   | 6 ottobre 1999    |
| 32 | Henny Penny                        | 2 novembre 1999   |
| 33 | The Frog Princess                  | 3 gennaio 2000    |
| 34 | The Princess and the Pauper        | 21 febbraio 2000  |
| 35 | Rip Van Winkle                     | 21 marzo 2000     |
| 36 | The Snow Queen                     | 18 aprile 2000    |
| 37 | The Steadfast Tin Soldier          | 16 maggio 2000    |
| 38 | Robinita Hood                      | 19 giugno 2000    |
| 39 | Aesop's Fables: A Whodunit Musical | 18 luglio 2000    |

## Distribuzione
In Italia, almeno tutti gli episodi della seconda stagione sono stati distribuiti nel 2000, prima in VHS da CVC senza riportare in copertina il titolo della serie, e poi in DVD da CVC e Mondo Home Entertainment con il titolo Le favole più belle del mondo. In SIAE sono depositati i titoli italiani di alcuni episodi della prima e della seconda stagione, mentre la serie è depositata come E vissero felici e contenti.